# Funiculaire du mont Tsukuba
Le funiculaire du mont Tsukuba (筑波山ケーブルカー, Kōyasan Kēburukā) est un funiculaire situé sur les pentes du mont Tsukuba, dans la préfecture d'Ibaraki au Japon. Il est exploité par la Tsukuba Kankō Railway, une filiale de la compagnie Keisei.

## Description
Le funiculaire se compose d'une voie unique avec évitement central.

## Histoire
Le funiculaire ouvre en octobre 1925, mais ferme en 1945 en raison de la seconde guerre mondiale. Il rouvre en 1954.

## Caractéristiques

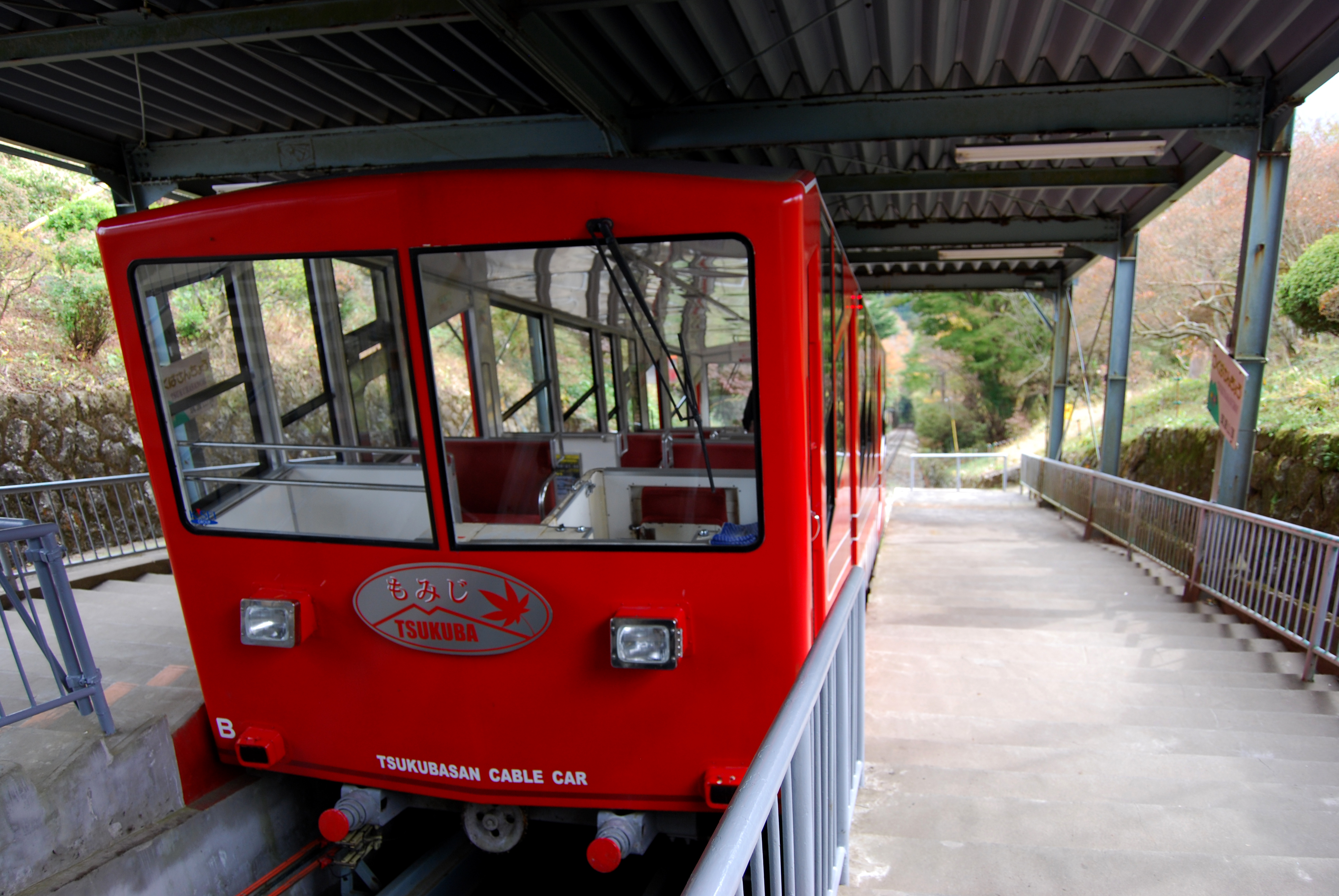
La gare haute de Tsukuba Sancho.

### Ligne
- Longueur : 1 634 m
- Dénivelé : 495 m
- Pente : 35,8 %
- Écartement rails : 1 067 mm
- Nombre de gares : 2

### Liste des gares
| Gare           | Nom japonais | Distance (km) | Altitude (m) | Localisation |
| -------------- | ------------ | ------------- | ------------ | ------------ |
| Miyawaki       | 宮脇         | 0             | 305          | Tsukuba      |
| Tsukuba Sancho | 筑波山頂     | 1,6           | 800          | Tsukuba      |